# Хуліо Корреа
Хуліо Корреа  (30 серпня 1890 – 14 липня 1953) – парагвайський поет, що писав мовою ґуарані. 

## Життєпис
Почав публікувати свої вірші в 1926. Підбадьорений поетом Мануелем Ортісом Ґерреро, почав писати статтю під назвою "Dialogueitos Callejeros" ("Малі вуличні діалоги") у газеті "Гуарані", головним редактором якої був Факундо Рекальде. 
Талант Хуліо Корреа став очевидним під час Чакської війни (1932–1935). Його творчість мовою ґуарані була дуже добре сприйнята громадськістю. 
З 1934 по 1936 Хуліо публікував свої вірші в журналі «Гуаранія» Хуана Наталісіо Гонсалеса. Пізніше вони стали частиною книги «Тіло і душа». (1943).  
У 1947 заарештований через свої твори. Громадянська війна того року негативно вплинула на автора, і він прийшов у депресію. Залишився ізольованим у своєму заміському будинку в Луке, де і помер 14 липня 1953. 

### Дитинство та юність
Його дід по матері, Міцковський, був польського походження, а батько – португалець. Корреа покинув школу в молодому віці. 
Походив із благополучної родини, час створення якої припав на важкі часи, що прийшли внаслідок негараздів після війни 1870 року. Творчість Хуліо Корреа, без сумніву, є найвищим вираженням парагвайського драматичного мистецтва та театру мовою ґуарані, натхненна соціальними сюжетами.  
Цого батько, бразилієць за походженням, брав участь у війні, і одразу по її закінченню вирішив залишитися в Парагваї, як і багато інших солдатів того часу.  
У дитинстві Хуліо ріс серед людей, які розмовляли мовою ґуарані, і саме з звідтоді він почав визнавати їхню боротьбу за виживання. Ставши дорослим, він виявив, що здатен читати, перекладати мовою цього народу, а також влаштовувати театральні вистави. 
Дружив зі скульптором Ермініо Блоттою (із Росаріо, Аргентина), почесним громадянином Парагваю. 

### Родина
Хуліо Корреа був одружений з акторкою Ґеорґіною Мартінес. Вони разом створили театральну трупу, з якою він об'їздив кожен куточок Парагваю. Основним посилом його вистав було засудження соціальної несправедливості з боку великих землевласників та подвиг працьовитого сільського населення. 

### Характеристика творчості
Бразильський дослідник Вальтер Вей створює барвистий портрет багатогранної особистості Корреа: "Хто не знає і не захоплюється Хуліо Корреа? Поет, драматург, бізнесмен, оповідач та дистилятор політичних і літературних отрут. Можливо, чоловіки та жінки, – жертви його сатиричних оповідань – почували себе зневажливо, але всі вони знають ці історії на пам'ять. Почувши, як Корреа декламує їх на Пальма-стріт або у своєму заміському будинку в Луке, можу засвідчити, що це було одним з найкрасивіших шоу, яке мені доводилося бачити. Через це його переслідували та іноді саджали до в'язниці, що тішило зловмисників. Але оплески та захоплення людей від його творчості продовжувалися. 
Він був творцем театру Ґуарані, його найбільшим автором, а також найкращим актором. Маючи велику інтуїцію, він вважав, що парагвайською проблемою є несправедливий розподіл землі, оскільки це було так, як писав пастор Бенітес: "Парагвайський народ є просто окупантом своєї власної землі". Корреа знав це висловлювання правди і став борцем за справу, стоячи проти чужих урядів та національного уряду, що тягнуло за собою величезну мужність. У його будинку в Луке не видно жодної книги, лише сільськогосподарські тварини, нічого, що нагадує будинок поета. 
Хуліо Кореа – поет без культури і, що цікавіше, без бажання набувати її. Вірші іспанською мовою, які він зібрав у своїй книзі "Alma y Cuerpo" ("Тіло і душа"), завершили період часу і поклали початок новому шляху, який розширить Еріб Кампос Червера, введенням "літератури" з авангарду. Кампос Червера, завершуючи опис особистості Корреа, каже: "Він є великим творцем найпроблемніших образів нашого суспільства – драм, бід, землі, крові та ревнощів". 
У парагвайського народу є Корреа як дзеркало його надії, болю та радості.  
Він не погодився просто створювати сюжетних персонажів, він також наділив їх радістю і смутком, моральними злетами і падіннями. На сцені він показував глядачам різні відтінки пристрасті, всю лють ненависті та доброту співчуття, його голос передавав почуття його мистецтва. 

## Праці
Серед його найвідоміших творів можна виділити наступні: 
- "Ñane mba'era'y" ("Що не може бути нашим")
- "Guerra aja" ("Під час війни")
- Karai Ulogio ("Містер Улогіо")
- "Tereko yevy fréntepe" ("Поверніться на фронт")
- "Pleito rire" ("Після суперечки")
- "Péicha guarante" ("Просто так")
- "Sandía yvyguy" ("Прихований кавун")
- "Karu poka" ("Поганий апетит")
- "Honorio causa" ("Через Хоноріо")
- "Po'a nda ja jokoi" ("Удача не зупинена")
- "Sombrero kaá" (вираз ґуарані, що означає "любитель чужої любові")

Хуліо Корреа також написав такі твори як "Yvy yara", "Toribio", "Yuaijhugui reí", "Po’a rusuva and La culpa de bueno". 
Серед його оповідань: «Nicolasia del Espiritu Santo» (1943), «El Padre Cantalicio», «El borracho de la casa» та «El hombre que robó una pava». Всі вони були опубліковані після його смерті. 

## Останні роки
Помер 14 липня 1953 в Луке, поблизу столиці Парагваю. Зараз його будинок – «Музей Хуліо Корреа». 